# Maggie Civantos
Maggie Civantos Martín (Malaga, 28 dicembre 1984) è un'attrice spagnola.

È conosciuta per aver interpretato Macarena Ferreiro nella serie di Antena 3 e Netflix Vis a vis e Ángeles Vidal in Le ragazze del centralino.

## Biografia
È la figlia di una cantante e di un tecnico del suono provenienti da Malaga.

Prende nome dal personaggio di Maggie Gioberti, interpretato da Susan Sullivan, nella serie televisiva statunitense Falcon Crest. 

### Carriera
Ha iniziato la sua carriera di attrice partecipando a serie televisive come Escenas de matrimonio, Hospital Central e Yo soy Bea. Ha partecipato a cortometraggi come The Waiting or Nothing. Nel 2008 ha preso parte alla serie TV Eva y kolegas, trasmessa da Antena 3. Dopo aver partecipato a diverse produzioni, nel 2014, ha ottenuto l'opportunità di partecipare alla serie di Antena 3 Bienvenidos al Lolita nel ruolo di Fanny. È diventata famosa nel 2015 con Vis a vis - Il prezzo del riscatto, una serie in cui interpreta Macarena Ferreiro Molina, la protagonista della serie. Nel 2017 ha interpretato Àngeles Vidal nella prima serie spagnola della piattaforma online Netflix, Le ragazze del centralino; protagonista fino alla quarta stagione insieme a come Blanca Suárez, Ana Fernández, Ana María Polvorosa e Nadia de Santiago. Il 9 settembre del 2019 è stata distribuita Malaka, una serie di TVE, in cui l'attrice interpreta la protagonista, insieme ai suoi castmates Salva Reina e Vicente Romero Sánchez. Successivamente Maggie si è trovata impegnata nelle riprese di un nuovo progetto per Fox, ovvero lo spin-off di Vis a Vis, uscito nel 2020 con il nome di Vis a vis - L'Oasis, in cui recita accanto a Najwa Nimri. Nel 2022 è la protagonista Bàrbara nella serie televisiva spagnola Express, prima serie TV spagnola prodotta da Starz Play.

### Attivismo
Maggie combatte per l'uguaglianza e il rispetto dei diritti umani delle donne. Nel 2018  ha sponsorizzato due progetti dell'ONG Save a girl, Safe in Nairobi e Libres, che cercano di educare e sensibilizzare sull'importanza dell'eradicazione delle mutilazioni genitali femminili.

## Filmografia

### Cinema
- Prime Time, regia di Luis Calvo Ramos (2008)
- Amanecidos, regia di Pol Aregall e Yonay Boix (2011)
- Temporal, regia di Catxo (2013)
- Crustáceos, regia di Vicente Pérez Herrero (2014)
- 321 días en Michigan, regia di Enrique García (2014)
- Escombros, regia di Álvaro Pita (2018)
- El mejor verano de mi vida, regia di Dani de la Orden (2018)
- Alegría, tristeza, regia di Ibon Cormenzana (2018)
- Yodel e flamenco (La pequeña Suiza), regia di Kepa Sojo (2019)
- Influenze maligne (La influencia), regia di Denis Rovira van Boekholt (2019)
- Antes de la quema, regia di Fernando Colomo (2019)
- Jaque Mate (2024)

### Televisione
- Eva y kolegas – serie TV, 12 episodi (2008)
- Yo soy Bea – serie TV, 3 episodi (2009)
- Escenas de matrimonio – serie TV, 5 episodi (2009)
- La Mari 2 – miniserie TV, 2 episodi (2009)
- Hospital Central – serie TV, 9 episodi (2009-2011)
- Arrayán – serie TV, 12 episodi (2012-2013)
- Toledo – serie TV, 5 episodi (2012)
- Il tempo del coraggio e dell'amore (El tiempo entre costuras) – serie TV, 1 episodio (2014)
- Ciega a citas – serie TV, 6 episodi (2014)
- Bienvenidos al Lolita – serie TV, 8 episodi (2014)
- Vis a vis - Il prezzo del riscatto (Vis a vis) – serie TV, 28 episodi (2015-2019)
- Temporada baja – serie TV, 1 episodio (2016)
- Indetectables – serie TV, 1 episodio (2017)
- Le ragazze del centralino (Las chicas del cable) – serie TV, 33 episodi (2017-2020)
- Malaka – serie TV, 8 episodi (2019)
- Vis a vis - L'Oasis  (Vis a vis: El oasis) – serie TV, 8 episodi (2020)
- Express - serie TV, 8 episodi (2022)

## Teatrografia
- ¿A quién te llevarías a una isla desierta? (2015)
- Un balcón con vistas (2015)
- Mejor dirección novel (2016)
- Le troiane (2017)

## Audiolibri
- Vis a Vis: Cara B, Globomedia, 2020

## Riconoscimenti
- Imagen Awards di Madrid
  - 2015 – Migliore attrice televisiva drammatica femminile per Vis a vis - Il prezzo del riscatto
- Premios XXIV Unión de Actores
  - 2016 – Miglior attrice protagonista per Vis a vis – Il prezzo del riscatto
- Premios Fugaz al cortometraje español
  - 2017 – Candidatura alla miglior attrice per Las Rubias
- Premios Feroz
  - 2017 – Candidatura alla miglior attrice protagonista di una serie televisiva per Vis a vis – Il prezzo del riscatto
- Premios Ondas
  - 2018 – Miglior cast femminile per Vis a vis – Il prezzo del riscatto
- Festival de Málaga
  - 2019 – Migliore attrice non protagonista per Antes de la quema (assieme a Carolina Ramírez per Niña errante)

## Doppiatrici italiane
Nelle versioni in italiano delle opere in cui ha recitato, Maggie Civantos è stata doppiata da:
- Maddalena Vadacca in Vis a vis - Il prezzo del riscatto, Influenze maligne, Vis a vis - L'Oasis
- Chiara Colizzi in Vis a vis - Il prezzo del riscatto (primo doppiaggio)
- Tiziana Avarista in Le ragazze del centralino
- Debora Magnaghi in Express